# Osteria

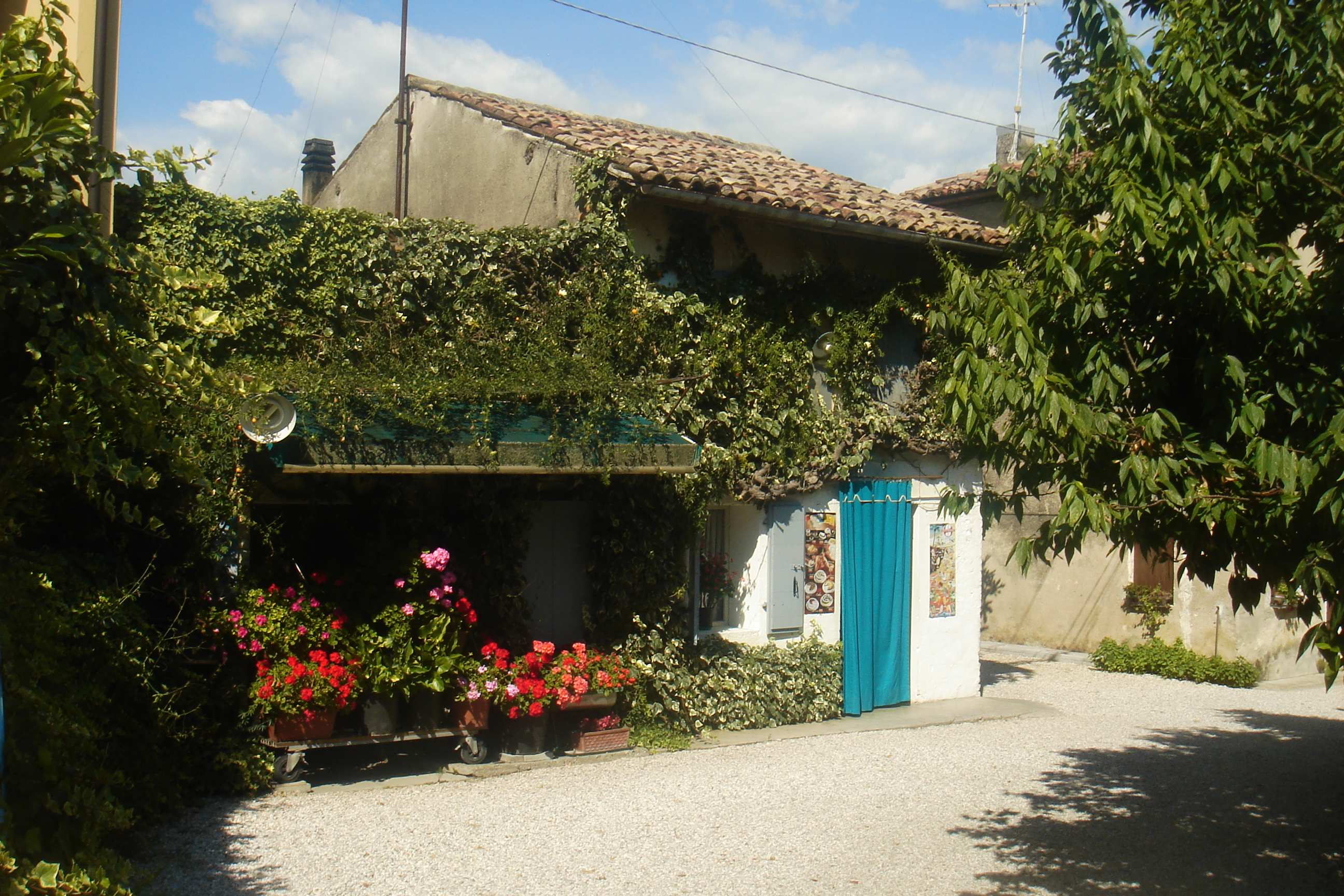
Tipica osteria veneta (a Castello Roganzuolo)

L'osteria è un esercizio pubblico nel quale si serve prevalentemente vino e, in alcuni casi, cibi e spuntini.

## Origini

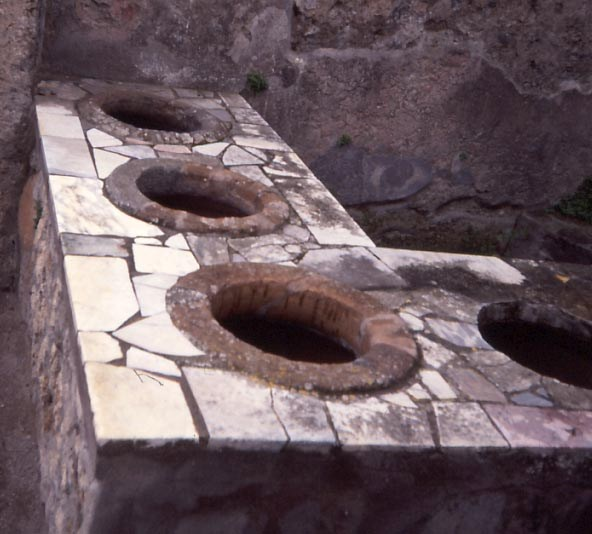
Thermopolium a Pompei

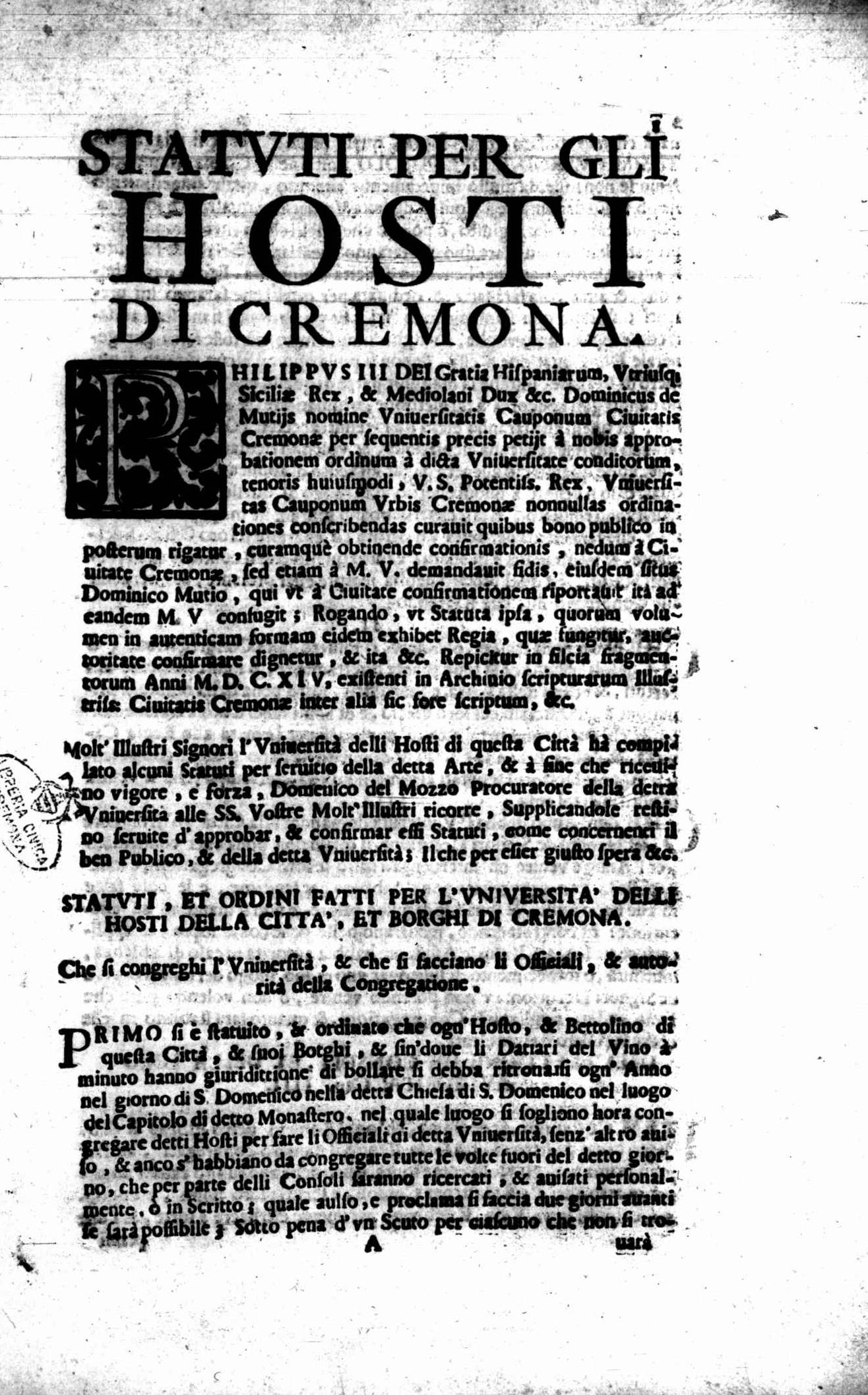
Statuti per gli osti di Cremona, 1711

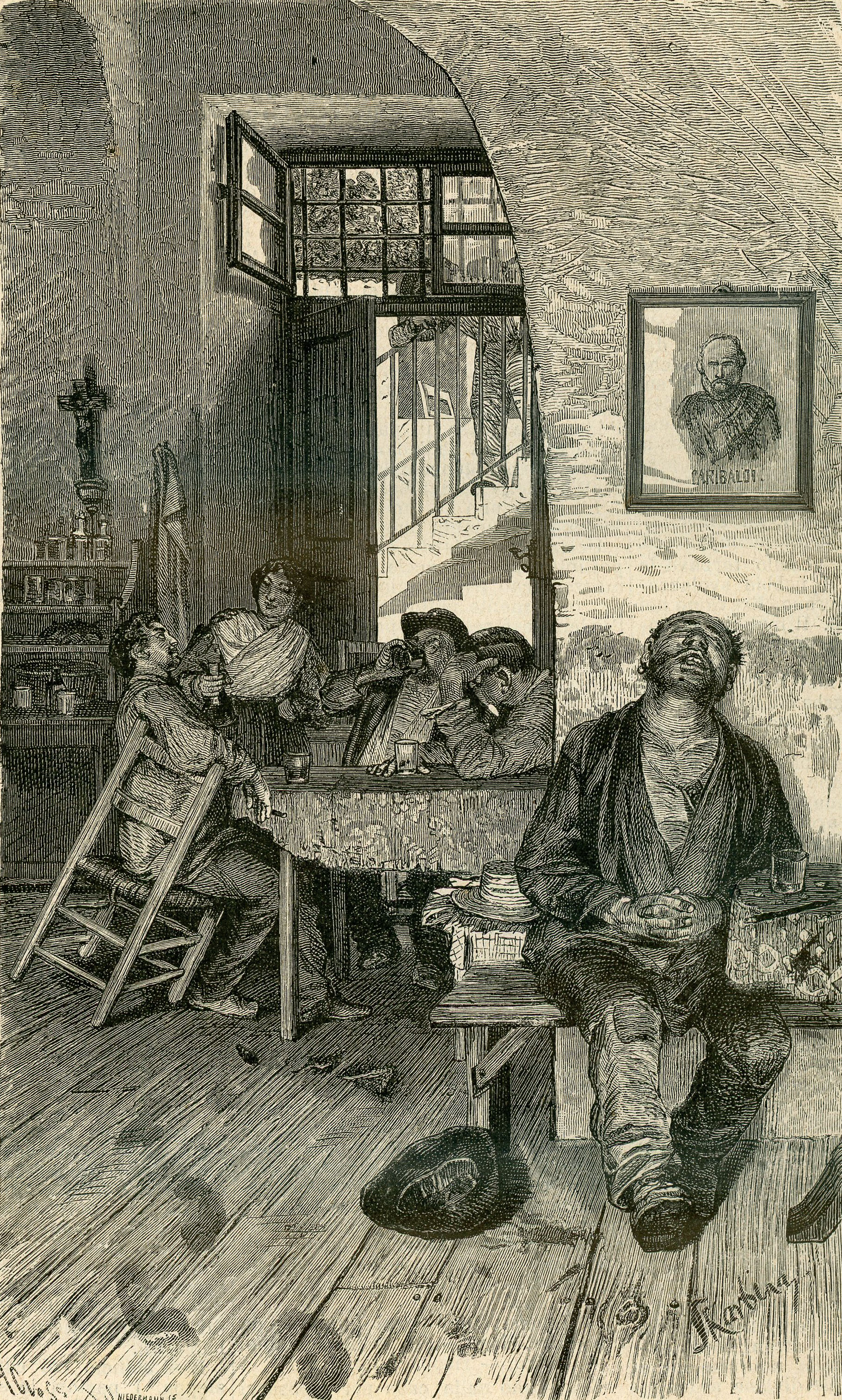
All’osteria

Il termine "osteria" viene dall'antico francese oste, ostesse (secoli XII e XIII), che a sua volta deriva dal latino hospite(m). Una delle prime attestazioni del termine hostaria si trova nei capitolari della magistratura dei Signori della Notte, che, come suggerito dal nome, vegliava sulla tranquillità notturna della Venezia del XIII secolo. L'etimologia della denominazione attuale richiama la funzione del luogo che è appunto quella dell'ospitalità.
Locali simili alle osterie esistevano già nell'antica Roma chiamati oenopolia o tabernae vinariae, mentre nei thermopolia o, meglio, popinae o cauponae (se di superiore qualità), si servivano anche cibi e bevande caldi, mantenuti a temperatura in grandi vasi di terracotta incassati nel bancone: esempi ben conservati sono visibili presso gli scavi dell'antica Pompei.
Le osterie sorsero, come punti di ristoro, nei luoghi di passaggio o in quelli di commercio che nella fattispecie sono strade, incroci, piazze e mercati. Ben presto divennero anche luoghi d'incontro e di ritrovo, di relazioni sociali. Gli edifici, spesso poveri e dimessi, assumevano importanza in base al luogo dove sorgevano e alla vita che vi si alimentava. Il vino era l'elemento immancabile intorno al quale tutti gli altri facoltativi giravano: il cibo, le camere da letto, la prostituzione.
Già nel Trecento a Bologna si contavano ben 150 osterie. A partire dal XV secolo, le osterie divennero sempre più numerose, punto di ritrovo di cittadini e intellettuali, fino a ricoprire un ruolo di aggregazione e dibattito molto importante nel tessuto sociale cittadino. Ancora oggi sono molti in città i locali improntati sull'antico concetto di osteria.

## Implicazioni sociologiche
L'osteria, fino alla metà del Novecento, era un tipico luogo di ritrovo serale popolare delle persone di sesso maschile; luogo di incontro e di socializzazione ha costituito per lungo tempo, uno dei pochi momenti di incontro e di scambio d'idee, in aggiunta alla chiesa e alla piazza.
Dal dopoguerra ad oggi la frequentazione di questi locali è venuta sempre meno; dal primo decennio del 2000 però si è visto un rifiorire di questi locali che stanno recuperando la loro funzione di luogo di recupero della tradizione ristorativa locale.
Il gestore dell'osteria si chiama oste o, se donna, ostessa; tipicamente, quando si mangia, i piatti vengono presentati a voce o sono riportati su una lavagna.

## Le più antiche osterie

### Osteria Al Brindisi
A Ferrara, a lato del Duomo, v'è quella che è documentata (fin dal 1435) come la più antica osteria del Rinascimento e, forse, del mondo.
Già nel '400 esisteva l'Hostaria del Chiucchiolino e, uscendo o evitando la porta della chiesa, ci si infilava nel viottolo adiacente (ora via degli Adelardi 11) per assaggiare del buon vino a bordo di una barca; l'osteria si trovava - infatti - in una piccola insenatura formata dall'acqua piovana.
Si racconta che molti ospiti illustri abbiano frequentato questo locale. Tra loro: lo scultore Benvenuto Cellini, i poeti Ludovico Ariosto e Torquato Tasso, l'astronomo Niccolò Copernico che visse e studiò proprio sopra l'osteria.
Nel 1973 il Cardinale Stefan Wyszyński, Primate della Polonia, e Karol Wojtyła, che lo accompagnava, furono a Ferrara in occasione del V centenario della nascita dell'astronomo e, per visitare l'abitazione dell'illustre connazionale, dovettero attraversare l'interno dell'osteria "Al brindisi", come ora si chiama l'osteria ritenuta la più antica del mondo (tuttora in attività).

### Osteria del Sole
A Bologna si hanno notizie certe fin dal 1465 circa l'attività dell'Osteria del Sole, situata in un vicolo del centro a due passi da piazza Maggiore, rimasta ancora intatta come allora. Nel 1712, nel Giuoco nuovo di tutte le osterie che sono in Bologna illustrato da Giuseppe Maria Mitelli, appare il logo dell'osteria così come lo vediamo ancora adesso.
Nell'osteria si vende solo vino, ma si possono portare vivande e mangiarle al suo interno. Un piccolo cortile interno, in cui trovano posto alcuni tavolini, è dedicato all'assiduo cliente Fabio Testoni degli Skiantos e intitolato proprio "piazza Fabio DandyBestia Testoni".

### Osteria Del cappello o Al cappello rosso
L'osteria "Del cappello", anche nota come l'osteria "Al Cappello Rosso" è una delle più antiche di Bologna. Svolge ancora oggi la sua funzione di albergo ed esercizio pubblico in cui si servono cibo e bevande.
È situata in Via de Fusari nei pressi di Piazza Maggiore. Dagli archivi storici bolognesi si è potuti risalire a una “hosteria del cappello” attestata fin dal 1375. Tale osteria potrebbe aver cambiato ubicazione diverse volte sino al 1700. I locali infatti non erano di proprietà dell'oste per cui spesso il simbolo di una osteria rimaneva invariato al cambiare della sua posizione. L'ubicazione attuale viene fatta risalire al 1652, quando l'oste Domenico Simoncini pone definitivamente la locanda in Via dei Fusari.
Nel 1712, nel "Giuoco nuovo di tutte le osterie che sono in Bologna" di Giuseppe Maria Mitelli appare il logo dell'osteria.

### Osteria all'Antico Termine

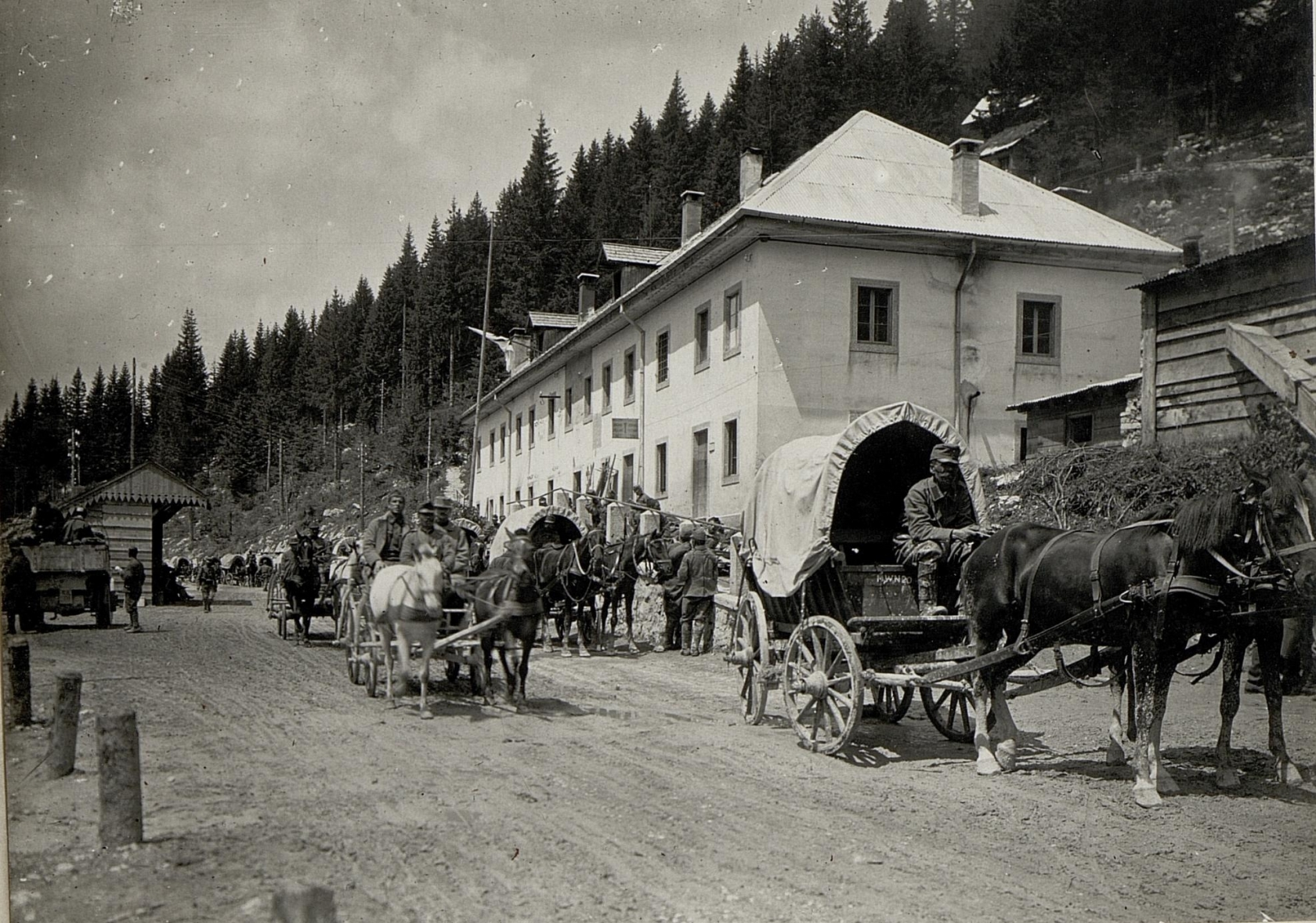
L'Osteria all'Antico Termine nel giugno del 1916, indicata come in Austria

Ad Asiago (VI), lungo l'attuale Strada Statale 349 di Val d'Assa, un tempo mulattiera, si trova l'Osteria all'Antico Termine, costruita attorno alla metà del XVII secolo, per secoli fu rifugio alpestre e stazione di posta. Venne costruita lungo il nuovo confine (donde il nome) tra la Federazione dei Sette Comuni e il Sacro Romano Impero. Nel 1866 nei pressi dell'osteria venne fatto passare il nuovo confine di Stato. Attualmente si trova al confine tra le regioni Veneto e Trentino-Alto Adige.

Costruita originariamente in tronchi squadrati, nei primi dell'Ottocento l'edificio venne ricostruito in muratura. Proprio a causa della sua posizione, l'osteria durante la prima guerra mondiale si trovò lungo la linea del fronte e fu inizialmente centro operativo della 34ª divisione italiana. Successivamente l'avanzata nemica divenne invece importante sede di comando dell'esercito austro-ungarico (in particolare del 27º Reggimento di fanteria di Graz "König der Belgier"). Vi presero alloggio anche l'arciduca d'Austria e principe d'Ungheria e di Boemia Eugenio Ferdinando Pio d'Asburgo-Teschen e l'imperatore d'Austria, re d'Ungheria e Boemia, e monarca della Casa d'Asburgo-Lorena Carlo I d'Austria. Era inoltre un luogo caro allo scrittore Mario Rigoni Stern.

L'osteria, che si trova a 12 km dal centro abitato più vicino, fu anche rifugio dei reparti partigiani durante la Resistenza.
L'osteria, da sempre (tranne durante la Grande guerra), è aperta solo nel periodo estivo.

## L'osteria nella letteratura
L'osteria e la figura dell'oste sono presenti in vari testi letterari. Si trova menzione già nei Vangeli, ad esempio nella Parabola del buon samaritano nel Vangelo secondo Luca (10- 25, 37) in cui un samaritano soccorse un uomo aggredito dai briganti, lo fasciò e lo portò in una locanda. "Il giorno dopo, presi due denari li diede all'oste e gli disse: - Prenditi cura di lui; e tutto ciò che spenderai di più, te lo rimborserò al mio ritorno".
Le osterie e le taverne sono presentate dai poeti latini Marziale e Giovenale che mostrano come fossero frequentate da larghe masse di popolo e da gente di malaffare nell'antica Roma imperiale.
Nel Decameron di Giovanni Boccaccio l'osteria è menzionata in alcune novelle come ad esempio in quelle di frate Cipolla (VI, 10), di Andreuccio da Perugia (III, 5) e di Re Carlo e le fanciulle (X, 6).
Il poeta Cecco Angiolieri, nel XIII secolo, nel sonetto Tre cose solamente mi so 'n grado enumera le cose che più gli sono gradite: "la donna, la taverna e 'l dado". Altro documento di epoca medievale è il Carmen Potatorium, il Canto dei bevitori nei Carmina Burana dei goliardi.
Ne I racconti di Canterbury di Geoffrey Chaucer (secolo XIV) i pellegrini diretti alla tomba di Tommaso Becket nella cattedrale di Canterbury partono, in aprile, dall'osteria del Tabarro (Tabard Inn) a Londra e sono guidati dall'oste. Raggiungono la meta raccontando novelle.
Ricco di trovate beffarde è l'episodio di Morgante e Margutte all'osteria nel poema comico Morgante (XVIII, 150-179) di Luigi Pulci (secolo XV). Qui i protagonisti sono il gigante Morgante, armato del batacchio di una campana, ed il semigigante Margutte. I due protagonisti mangiano con enorme voracità; poi Margutte, esperto d'ogni vizio e rotto ad ogni ribalderia, mette a soqquadro la casa e, durante la notte, deruba astutamente l'oste, brucia l'osteria e se ne va con Morgante tra matte risate.
Nel romanzo francese Gargantua e Pantagruele di Rabelais (XVI secolo) le osterie sono frequentemente menzionate. Il protagonista, Gargantua, è uno straordinario mangiatore e bevitore.
Le osterie sono presenti anche nel Don Chisciotte di Miguel Cervantes. Ad esempio, nella prima parte del romanzo, il protagonista, ribaltando realtà e illusione, scambia un'umile osteria per un castello e l'oste per un castellano. Nell'osteria Don Chisciotte si fece poi armare cavaliere dall'oste che fingeva "di leggere uno scartafaccio come se recitasse una preghiera" . Infine l'oste "gli dette un sonoro scapaccione, e poi con la sua stessa spada una soda piattonata" (I, 3). In un'osteria si svolge anche la zuffa con gli otri di vino rosso scambiati da Don Chisciotte per il gigante del regno di Micomicone:"... e credendo di dargli al gigante aveva dato tanti colpi di spada agli otri che tutta la stanza era piena di vino" (parte I, cap.35). Il Don Chisciotte riflette altresì i tratti del romanzo picaresco spagnolo nel quale povere osterie fanno parte dei desolati paesaggi e dei degradati ambienti in cui si muovono i personaggi.
Nei Promessi sposi di Alessandro Manzoni Renzo Tramaglino passa varie vicissitudini in alcune osterie, luoghi di passaggio, di intrighi e inganni nonché importanti luoghi di snodo delle vicende del romanzo. Nel capolavoro manzoniano gli osti sono presentati come personaggi ambigui che badano al proprio tornaconto. All'osteria con l'insegna della Luna Piena a Milano (capitoli XIV e XV) Renzo viene arrestato dal notaio criminale dopo essere stato denunciato alle autorità dall'oste. Durante la fuga verso l'Adda si ferma poi in un'osteria a Gorgonzola (capitolo XVI) dove evita le domande degli avventori e sente il racconto di un mercante sui tumulti di Milano a cui egli stesso aveva partecipato. La taverna della Malanotte si trova invece presso il castello dell'Innominato (capitolo XX).
Fondamentali, per la conoscenza degli ambienti e dei personaggi, sono le soste nelle locande nel romanzo Il Circolo Pickwick di Charles Dickens il quale presenta questi ambienti anche negli altri romanzi realistici a sfondo sociale: Oliver Twist e David Copperfield. La pensione Vauquer con i suoi frequentatori è invece descritta con vivace realismo nel romanzo papà Goriot di Honoré de Balzac. Victor Hugo ne I miserabili, vasto affresco storico e sociale della prima metà dell'Ottocento, ci descrive le osterie del sobborgo parigino Saint-Antoine, "un serbatoio di popolo".
Nella letteratura russa incontriamo un famoso evento nel romanzo I fratelli Karamazov di Dostoevskij (libro VIII, cap. 8): "Cominciò quasi un'orgia, una festa indiavolata". Inizia così l'ampia descrizione della grande baldoria nella locanda Trifòn Borisyč, al termine della quale Mìtja Karamazov viene arrestato sotto l'accusa di avere ucciso il padre in quella notte.
L'osteria è luogo di abbrutimento e depravazione nel romanzo naturalista ottocentesco di Émile Zola (L'ammazzatoio) e nel romanzo verista di Giovanni Verga. Verga ne I Malavoglia presenta 'Ntoni che, bighellonando, frequenta spesso l'osteria contrapponendo così il proprio stile di vita a quello del nonno padron 'Ntoni, emblema delle sane tradizioni e dei valori della famiglia patriarcale (l'ideale dell'ostrica).
Troviamo ulteriori esempi nel romanzo Tom Jones di Henry Fielding per giungere poi fino alla celebre osteria del Gambero Rosso in Pinocchio di Carlo Collodi. Si trova invece a Praga la taverna Il calice (U' kalicha) frequentata da Il buon soldato Sc'vèik, antieroe protagonista dell'omonimo romanzo dello scrittore ceco Jaroslav Hašek.
Nella letteratura del Novecento gli ambienti un poco sordidi con avventori anonimi e loschi trovano corrispondenze in certe caffetterie e bar di malaffare come nei racconti "gialli" di Georges Simenon, che hanno come protagonista il commissario Maigret, o come nella pagina iniziale del romanzo Zorba il greco (1946) di Nikos Kazantzakis. Nella poesia di Umberto Saba, nella raccolta Il Canzoniere, incontriamo l'osteria All'isoletta. Italo Calvino nel romanzo Il sentiero dei nidi di ragno tratta di Pin, un bambino orfano che vive nella riviera ligure di Ponente e cerca di entrare in contatto con il mondo dei "grandi" e di integrarsi con esso frequentando, all'inizio, l'osteria "fumosa e viola" (cap. I) del paese dove vi sono donne "vecchie ubriacone con la faccia rossa" e uomini che per lo più erano stati in prigione. Nell'Ulisse di James Joyce la taverna di Dublino in cui Bloom e Stephen discutono di razionalità e istinto assume
un suo particolare significato in quanto corrisponde alla grotta del ciclope Polifemo (istinto) che verrà sconfitto da Ulisse (razionalità).

## L'osteria nel teatro
William Shakespeare nella commedia Falstaff mette in scena un personaggio millantatore e beone. Questa figura è ripresa nel Falstaff di Giuseppe Verdi, opera lirica nella quale troviamo il protagonista seduttore di donne che progetta i suoi piani nell’Osteria della Giarrettiera.
Un elogio dei piaceri della taverna ("O taverna santa, o taverna miracolosa....") è presente all'inizio del II atto della commedia La cortigiana di Pietro Aretino.
Molto nota è la figura di Mirandolina nella commedia la locandiera di Carlo Goldoni.
Mirandolina, che gestisce una locanda a Firenze, è un personaggio volitivo, astuto e ben caratterizzato psicologicamente.

## L'osteria nella pittura

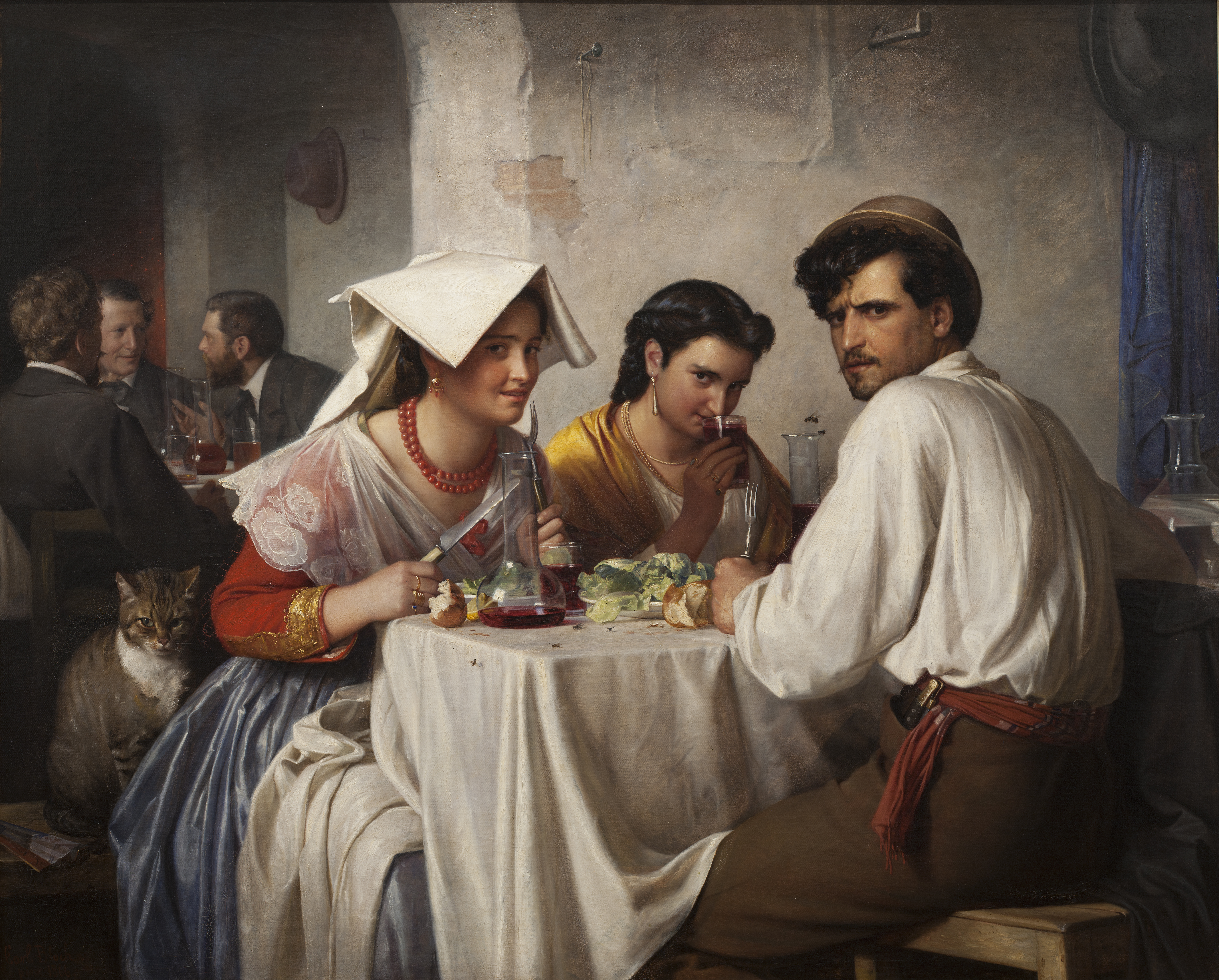
In un'osteria romana, dipinto di genere di Carl Heinrich Bloch, olio su tela, 1866, Statens Museum for Kunst

Le osterie e taverne furono rappresentate da vari pittori. Si ricordano David Teniers il Giovane, Pieter Bruegel il Vecchio (Lotta tra Carnevale e Quaresima, Banchetto nuziale), Caravaggio, i Bamboccianti ed in particolare i pittori del secolo d'oro olandese, il Seicento.

## L'osteria nella musica
Le osterie hanno un ruolo centrale nella Canzone delle osterie di fuori porta di Francesco Guccini.

## L'osteria nei giochi
Il gioco delle osterie è una delle varianti del gioco dell'oca, incisa nel 1712 da Giuseppe Maria Mitelli. Il gioco ha per caselle le insegne delle osterie di Bologna del periodo.

## Modi di dire
Domandare all'oste se ha buon vino significa "fare una domanda inutile". Fare i conti senza l'oste significa "fare piani senza considerare eventuali difficoltà". Fermarsi alla prima osteria significa invece "accettare la prima cosa che càpita, senza riflettere".
L'esclamazione osteria! è un eufemismo popolare (in luogo di: ostia!)
Quando si entra in una stanza e le persone all'interno sono chiassose e hanno comportamenti poco consoni per il locale in cui si trovano (ad esempio un'aula scolastica), si può esclamare "Oh, ma dove siamo, all'osteria?" per richiamare l'attenzione e nello stesso tempo correggere il comportamento scorretto.
Celebre è il proverbio toscano “chi va via perde il posto all’osteria”, riferendosi all’osteria che, essendo un luogo di incontro e di transito, il posto di chi se ne va viene occupato dal cliente successivo.